# Route régionale 46 (Tunisie)
Pour les articles homonymes, voir Route 46.
La route régionale 46 ou RR46 est un axe routier secondaire de Tunisie qui relie  la route nationale 4 à la route nationale 12.